# Riesenspor-Täubling
Der Riesenspor-Täubling oder Großsporige Täubling (Russula gigasperma) ist ein Blätterpilz aus der Familie der Täublingsverwandten (Russulaceae). Der mittelgroße und an den Purpurbraunen Dotter-Täubling erinnernde Pilz hat einen sehr variabel gefärbten, oft purpurfarbenen Hut, einen weißen Stiel und im Alter vom dottergelben Sporenpulver orangeocker gefärbte Lamellen. Sein Fleisch schmeckt scharf. Typisch und namengebend sind die großen, isoliert grobstachligen Sporen. Der seltene Täubling wächst im Laubwald auf frisch bis feuchten, mehr oder weniger basischen Böden. Die Fruchtkörper des ungenießbaren Mykorrhizapilzes erscheinen im Sommer und Herbst bei Rotbuchen, Eichen und Hainbuchen.

## Merkmale

### Makroskopische Merkmale
Der Hut ist 4–8 (9) cm breit, jung halbkugelig, später gewölbt bis abgeflacht und in der Mitte niedergedrückt. Die Oberfläche ist glatt bis schwach radial runzelig. Im trockenen Zustand ist sie matt oder hat einen seidigen Glanz, bei Feuchtigkeit ist sie schmierig und glänzend. Der Hut ist sehr variabel gefärbt. Das Farbspektrum reicht von violettbraun über weinbraun bis purpurrot, auch ockergelbe und olivfarbene Töne kommen vor.  Er kann auch mehr blassgelb gefärbt sein und rostfarbene Flecken besitzen und wirkt oft etwas schmutzig. Der Hutrand ist glatt bis schwach (etwa 5 mm breit) gerieft. Die Huthaut steht bis zu 7 mm über die Lamellen hinaus und ist bis zur Hälfte oder gar zu zwei Dritteln abziehbar.
Die Lamellen sind jung weißlich, später zunehmend orangeocker gefärbt. Sie sind schmal am Stiel angewachsen, nicht oder nur spärlich gegabelt, nicht mit Zwischenlamellen untermischt  und insgesamt sehr gleichmäßig ausgebildet. Die Lamellen sind dicklich und spröde und ihre Schneiden glatt. Das Sporenpulver ist dotterfarben (IVd–IVe nach Romagnesi).
Der mehr oder weniger zylindrische Stiel ist weiß, jung vollfleischig und fest und im Alter mitunter markig-hohl. Er erreicht eine Länge von 4–8 cm sowie eine Dicke von 1–2 cm. Die Oberfläche ist jung fast glatt und bereift, später längsaderig. Auf Druck hin gilbt oder bräunt der Stiel, besonders zur Basis hin.
Das weiße, scharf schmeckende, feste Fleisch riecht obstartig und bisweilen ein wenig nach Zedernholz. Mit Eisensulfat verfärbt sich das Hutfleisch schmutzig hellrosa und mit Guajak hellgrün.

### Mikroskopische Merkmale
Die fast rundlichen bis breit ellipsoiden, grobstacheligen Sporen messen 9,0–13,4 × 7,8–11,7 µm. Der Q-Wert (Quotient aus Sporenlänge und -breite) ist 1,1–1,2. Die isoliert stehenden, kräftigen und stacheligen Warzen werden bis zu 1,8 µm hoch. Der Apiculus ist relativ kurz und misst 1,75–2 × 1,75 µm, während der unregelmäßige, warzige und stark amyloide Hilarfleck etwa 3,5–4,25 µm misst.
Die viersporigen, keuligen Basidien sind 35–60 µm lang und 13–18 µm breit. Daneben kommen zahlreiche Hymenialzystiden vor, die sich mit Sulfobenzaldehydreagenzien gut anfärben lassen. Die mehr oder weniger spindeligen Cheilozystiden messen 60–110 × 8–14 µm. Sie tragen an ihrer Spitze eine Ausstülpung oder einen kleinen Fortsatz. Die ähnlich geformten Pleurozystiden werden 65–115 µm lang und 15–17 µm breit.
Die Hutdeckschicht besteht aus zylindrischen, 3–4 µm breiten, mehr oder weniger septierten Haaren, die an ihrem oberen Ende schwach verdickt oder verjüngt sind. Teilweise können sie seitliche Aussackungen (Divertikel) aufweisen. Daneben findet man zylindrische bis keulige, ein- bis mehrfach septierte Pileozystiden, die 3–10 µm breit sind und sich mit Sulfobenzaldehyd grauschwarz anfärben.

## Artabgrenzung
Der Purpurbraune Dotter-Täubling (Russula cuprea) und der Weinrote Dotter-Täubling (Russula decipiens) sind zwei scharf schmeckende Dottersporer, die sehr ähnliche Fruchtkörper bilden können und an vergleichbaren Standorten wachsen. In der Natur kann man sie kaum voneinander unterscheiden, eine eindeutige Identifizierung ist erst mit dem Mikroskop möglich. Der Riesenspor-Täubling fällt sofort durch seine deutlich größeren Sporen auf. Außerdem soll der Purpurbraune Dottertäubling einen weniger auffälligen Geruch und stärker septierte Dermatozystiden haben.

## Ökologie
Der Riesensportäubling ist in wärmeren Eichen-Hainbuchen- und Rotbuchenwäldern der planaren bis kollinen Höhenstufe zu finden, wo er frische bis feuchte Böden bevorzugt, die ausreichend mit Basen versorgt sind. Der meist gesellig wachsende Mykorrhizapilz ist in der Regel mit Rotbuchen, Eichen oder Hainbuche vergesellschaftet. Er mag wärmebegünstigte Standorte und seine Fruchtkörper erscheinen im Sommer und Herbst.

## Verbreitung
Der Riesensportäubling ist in West- und Mitteleuropa verbreitet. Nachgewiesen ist er in Frankreich, Deutschland, Österreich und in der Schweiz, sowie in Skandinavien (Norwegen, Schweden Dänemark). Offenbar ist er überall selten und kommt nur lokal etwas häufiger vor. In Deutschland existieren nur wenige, weit verstreute Funde: im Saarland, in Baden, Südbayern und Nordhessen.

## Bedeutung
Der Riesensportäubling gilt aufgrund seines scharfen Geschmacks als ungenießbar.